# کاپا آتش‌دان
کاپا آتش‌دان یک ستاره است که در  صورت فلکی آتشدان قرار دارد.